# Ели Алексиу
Ели Алексиу (на гръцки: Έλλη Αλεξίου) е гръцка журналистка, драматург, преводачка и писателка на произведения в жанра драма, исторически роман, детска литература, биография и мемоари.

## Биография и творчество
Ели Алексиу е родена на 22 май 1894 г. в Ираклио, Крит, Гърция. Баща ѝ, Стилиану Алексиу, е собственик на книжарница и издател на вестници. Книжарницата на баща ѝ става сборно место на гръцките интелетуалци. Има сестра и двама братя. Майка ѝ Ирене Захариадес умира от инсулт през 1907 г. и тя е отгледана от по-голямата си сестра. След завършване на средното си образование през 1910 г., учи в колеж за учители, след което в продължение на шест години работи като учител в Третото християнско девическото училище в Ираклио и в „Дом на малките братя“ в условията на подтисничество от страна на османското владичество. Отива в Атина и през 1919 г. завършва Висшия институт по френски изследвания, и с държавна стипендия специализира френски език в Париж.
Връщайки се в Крит преподава гръцки и френски език. През 1920 г. се омъжва за Василис Даскалаки, с когото през 1938 г. се развежда, и се установява в Атина. Назначена е за учител в средното образование и преподава в продължение на 19 години. В Атина през 1925 г. завършва немското училище. Педагогическата ѝ работа сред бедните слоеве от населението допринася за формирането на левите ѝ политически възгледи. През 1928 г. се присъединява към Комунистическата партия на Гърция, а по-късно участва в нейните ръководни органи. По време на нацистката окупация 1942 – 1943 г участва в Националната съпротива чрез литературата на EAM.
През 1945 г. заминава да учи в Сорбоната, където получава диплома по фонетика и френски език, и едновременно преподава в училищата на гръцката общност от емигранти вследствие на гражданската война в Гърция. Лишена е от гръцкото си гражданство през и 1949 г. не е в състояние да се върне в Гърция.
В периода 1949 – 1962 г. е емигрант и работи като образователен съветник в гръцките училища на социалистическите страни, предимно в Румъния. Участва в 1-вия и 2-рия Конгрес на мира, Париж (1947) и Варшава (1950), както и в конференциите: Интелектуалците във Вроцлав, Полша (1948), за детето във Виена (1952), за жената в Копенхаген (1953) и др. както и за новогръцката литература в Берлин (1957). Била е член на Асоциацията на жените учени, на Дружеството на гръцките писатели, Панеленото движение за рецесия и мир и др.
През 1962 г. ѝ е разрешено да се върне в Гърция, за да присъства на погребението на сестра си, поетесата Галатея Казандзакис. Въпреки това по-късно е арестувана и до 1965 г. остава в затвора. През 1965 г. е освободена и до 1966 г. остава в Румъния. Завръща се през 1966 г. и отново е арестувана по обвинения от 1956 г., но след съдебно дело е оправдана. Оттогава се посвещава изцяло на литературата. В Атина живее с поета и литературен критик Маркос Авгерис.
Първият ѝ разказ „Φραντζέσκος“ е публикуван през 1923 г. във вестника „Филики Етерия“. Започва да пише активно през 1931 г. През 1934 г. е съоснователка на Дружеството на гръцките писатели.
Основната тема, която развива е за социалната несправедливост. Борбата на гърците срещу нацистката окупация е отразена в романите ѝ „Притоци“ (1955), „Και ούτω καθεξής“ (1964) и „Δεσπόζουσα“.
Особено място в творчеството ѝ заема мемоарно-биографичния роман за Никос Казандзакис „Για να γίνει μεγάλος“ (Как да станеш велик).
Произведенията ѝ се отличават с поетичния си реализъм и със социално-политическото си отражение.
Тя е известен литературен критик. Най-фундаменталният ѝ труд в литературните изследвания е книгата „Ξένοι Λογοτέχνες“ (Чужда литература) от 1984 г. Прави много преводи от френски, немски и руски. Пише и книги по педагогика.
Ели Алексиу умира на 28 септември 1988 г. в Атина.

## Произведения
частично представяне
- Σκληροί αγώνες για μικρή ζωή (1931)
- Άνθρωποι (1938)
- Γ΄ Χριστιανικόν Παρθεναγωγείον (1938)
- Ο Χοντρούλης και η Πηδηχτή (1939)
- Λούμπεν (1943)
- Παραπόταμοι (1955)
Притоци, изд.: „Народна култура“, София (1956), прев. Ст. Стоянов
- Ήθελε να την λένε κυρία (1956)
- Με τη λύρα (1958)
- Αναχωρήσεις και μεταλλαγές – 3 тома (1962)
- Και ούτω καθεξής (1964)
- Για να γίνει μεγάλος (1966) – биография на Никос Казандзакис
- Υπέρ των ζώντων (1972) – разкази
- Σπουδή (1972) – разкази
- Μυστήρια
- Προσοχή! Συνάνθρωποι (1978)

### Издадени на български език
- Неполучено писмо: Разкази, изд.: Профиздат, София (1966), прев. Савас Ахилеа

### Екранизации
- 1981 Lumpen – ТВ сериал, по „Λούμπεν“
- 1983 G' Hristianiko Parthenagogeio – ТВ сериал, по „Γ΄ Χριστιανικόν Παρθεναγωγείον“